# Emiliano di Durostoro
Emiliano di Durostoro (... – Silistra, 18 luglio 362) fu un martire cristiano, la cui vita è poco nota. È venerato come santo da tutte le Chiese che ammettono il culto dei santi.

## Agiografia
Di sant'Emiliano, martire di Durostoro (l'attuale Silistra), compaiono alcune notizie nel Martyrologium Hieronymianum, nonché in alcune fonti ascrivibili a Sofronio Eusebio Girolamo, Teodoreto di Cirro e forse pure ad Aurelio Ambrogio. Esiste inoltre una passio greca a lui dedicata che, nonostante degli errori e degli elementi leggendari, ne ricalca una più antica ed attendibile.

Ai tempi del tentativo di restaurazione pagana di Flavio Claudio Giuliano, un emissario imperiale di nome Capitolino si recò in Mesia per assicurarsi che gli ordini dell'Imperatore in materia religiosa venissero adempiuti. Poco dopo, Emiliano, figlio del prefetto di Durostoro Sabaziano, entrò in un tempio pagano e ne distrusse l'altare e le statue. Le autorità imperiali, al fine di trovare un colpevole a cui dare una punizione esemplare, arrestarono un contadino che si trovava per caso nei paraggi. Emiliano allora decise di consegnarsi volontariamente e confessare il reato. Giunto al cospetto di Capitolino fu flagellato e condannato al rogo. La sentenza trovò esecuzione il 18 luglio sulle rive del Danubio. Nel Martirologio Romano la vicenda è così ricordata: 

## Culto
Sant'Emiliano di Durostoro è celebrato il 18 luglio, giorno della sua morte.